# Partido de Florencio Varela
Partido de Florencio Varela är en kommun i Argentina.   Den ligger i provinsen Buenos Aires, i den centrala delen av landet, 27 km söder om huvudstaden Buenos Aires. Antalet invånare är 423 992. Arean är 190 kvadratkilometer.
Terrängen i Partido de Florencio Varela är mycket platt.
Runt Partido de Florencio Varela är det i huvudsak tätbebyggt. Runt Partido de Florencio Varela är det mycket tätbefolkat, med 1 463 invånare per kvadratkilometer.